# السكيكة
السُّكَيكة أو سُكَيكة هِنارِس أو (بالإسبانية: Azuqueca de Henares) هي بلدية تقع في مقاطعة وادي الحجارة في قشتالة والمنجى في إسبانيا. وفقًا لتعداد 2013 ( INE ) ، كان عدد سكان البلدية 34.685 نسمة.

## تاريخ السكيكة
يعود أصل اسم أزوكويكا بالإسبانية إلى اللغة العربية ويعني السكيكة تصغير سكة لأنها كانت قرية صغيرة تقع في طريق رومي بين المريدة و سرقسطة . في القرن الثاني الميلادي ، كانت السكيكة قرية رومية بالقرب من نهر هِنارس. لم يكن عدد السكان كبيرًا جدًا وكانت قرية مخصصة للزراعة. ثم أصبحت في العصور الوسطى ملجأ للتجار عندما كانت تحت السيطرة العربية ولكن بعد الاستيلاء المسيحي عليها من الملك ألفونسو السادس. بعد بضع سنوات أصبحت جزءًا من وادي الحجارة. في عام 1628 أصبحت القرية للملك فيليب الرابع ملك إسبانيا. في القرن العشرين ومع تأثير التنمية الصناعية في مدريد والخطة الوطنية للاستقرار الاقتصادي أصبحت مدينة صناعية صغيرة.